# キャッチ・ミー・イフ・ユー・キャン
『キャッチ・ミー・イフ・ユー・キャン』（英: Catch Me If You Can）は、2002年のアメリカ映画。1980年に出版されたフランク・W・アバグネイル・Jr著の自伝小説『世界をだました男』を元に製作されたドリームワークス作品。
題名の英語は「できるもんなら捕まえてみろ」の意味で、鬼ごっこの時の掛け声である。日本語の「鬼さんこちら」に当たる。

## 概要

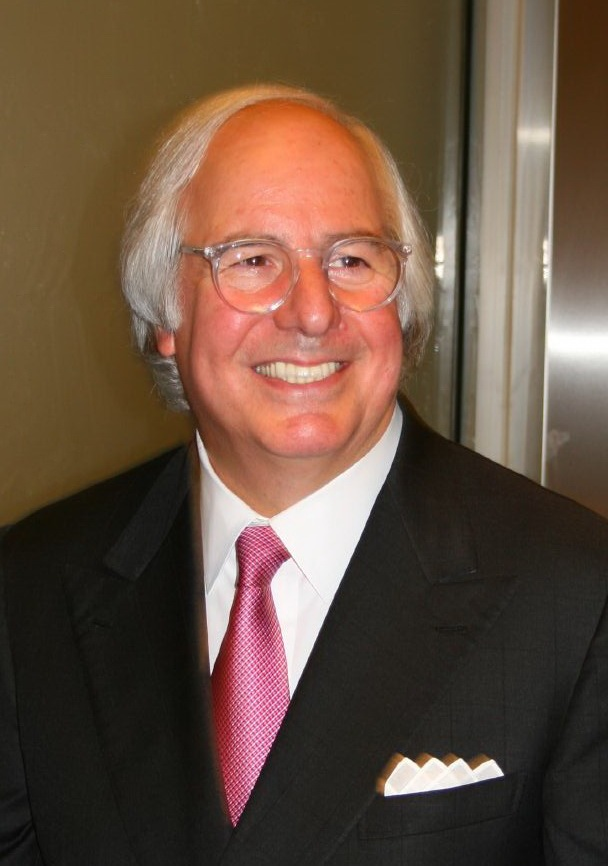
フランク・アバグネイル (2007)

パンアメリカン航空のパイロットや医師、弁護士に偽装し（弁護士の資格は本当に取得した）、1960年代に世界各地で小切手偽造事件を起こし「天才詐欺師」と言われたフランク・W・アバグネイル・Jr（レオナルド・ディカプリオ）と、彼を追うFBI捜査官カール・ハンラティ（トム・ハンクス）の姿を、痛快かつ人間味豊かに描く。
なお、トム・ハンクス演じるFBI捜査官カール・ハンラティは実在の人物ではなく、彼を追い、また更生の手を差し伸べた複数の人物をモデルとした創作である。
重厚な画面作りで評価を得ていたヤヌス・カミンスキーがコメディの撮影をし、また、劇中に1960年代のヒット曲をちりばめている。さらに、マーティン・シーンやナタリー・バイを始め、重要な脇役を名優でそろえてあり、フランクの父を演じたクリストファー・ウォーケンは、アカデミー賞助演男優賞にノミネートされ、英国アカデミー賞では助演男優賞を受賞した。
なお、アバグネイルは21歳で逮捕され刑に服した後、その才能を生かして詐欺防止を中心とした金融コンサルタント会社を設立。世界中に多くの顧客を抱え大成功している。この映画では彼を逮捕したフランス警察の1人としてカメオ出演も果たした。ブロードウェイでミュージカル化も行われた。

## あらすじ
プロローグ
1968年、ニューヨークのブロンクスヴィルという街で、思春期を迎えた16歳の少年フランクは、両親の愛を目一杯受けて、素直な青年に成長していた。彼は仲の良い自分の両親を心から尊敬していた。
父親のフランク・シニアは地区のロータリークラブの終身会員に選ばれるほどの名士だったが、国税局とのトラブルが原因で事業が立ち行かなくなってしまう。フランクの家族は困窮した生活を余儀なくされる。転校した学校で、フランクはフランス語の授業で代理教師のフリをして、生徒たちを1週間も騙して授業をしたため、両親が学校に呼び出される。父親は、さほど悪びれる様子もなく、息子の誕生日の祝いに小切手帳を贈る。
母親は父親の知人と浮気していることを息子フランクに悟られる。その後、仲の良かった両親があっけなく離婚するところを見たフランクは、弁護士から父と母のどちらと一緒に住むのかを決めろと迫られるが、どちらか一人を選ぶことに耐えられず家出してしまう。
「金さえあれば、今までの幸せな日々が続いていたはずだ」と悟ったフランクは、金を稼ぐためにマンハッタンへと渡り、金に対して強い執着を見せるようになっていく。
序盤
金のないフランクは小切手詐欺を働こうとするが、取引のない未成年のフランクではまともに取り合ってもらえない。金に飢えるフランクが目をつけたのは、社会的ステータスを持つ『パイロット』だった。フランクは高校の新聞記者を装って航空会社に入り込み、パイロットの仕事について詳細に聞き出した。
さらに、パイロットの制服を手に入れたフランクは、パイロットと身分を偽って生活を始めるようになる。パイロットという身分であれば偽造小切手を使っても、誰も怪しむことなくそれを使えるのだった。パイロットとして世界中を旅しながら、美女とのアバンチュールを楽しみ、偽造小切手で稼いだ金で優雅な生活を送っていた。
しかし、偽造小切手が出回っていることに銀行が気付いたことから、とうとうFBIが捜査を開始した。FBI捜査官のカールは、懸命の捜査の末に、ついにハリウッドのホテルに宿泊中のフランクを追い詰めるが、機転の利くフランクは「自分はフランクを先に逮捕したシークレットサービスだ」と騙して、巧みにその場を切り抜けてしまう。
FBIの追跡を切り抜けたフランクは有頂天になるが、言い知れぬ孤独感にも襲われていた。パイロットという身分に近づいてくる他人はいるものの、それは本当の自分ではないのだ。皮肉だが、本当のフランクの姿を知っているのは、捜査官のカールだけだった。
クリスマスイヴの夜、フランクはカールに電話をかけ、束の間の交流をする。カールは電話の内容から、フランクが漫画好きでニューヨークに住んでいる家出中の子供であることを看破する。そして、それからというものの、クリスマスイヴだけのフランクとカールの秘密の電話は、毎年の恒例となる。
中盤
ある年フランクは、ブレンダという看護師の女性に近づくために『小児科医』になりすまして恋人になる。彼女の父親が検事であると知ると、フランクは弁護士に早変わりして、2週間の猛勉強をして本当に弁護士資格を取得してしまい、父親に気に入られてブレンダとの婚約を認めてもらうのであった。フランクは「自分こそは幸せな家庭を築いてみせる」と固く決意していた。
家出した子供達のリストの中から、ついにフランクを突き止めたカールは、フランクが働いていた病院にまで辿り着くがまたしても取り逃す。だが、逮捕されるのも時間の問題だった。クリスマスイヴの夜、カールに電話をかけたフランクは「結婚すること」を告げ、もう追わないように懇願する。カールは電話で聞かされた情報から、これから婚約パーティーをする「フランクが化けた偽医者と同じ名前」を探していく。
婚約パーティーの当日、ついにFBIが会場に乗り込んできた。フランクは再びブレンダに「空港で落ち合おう」と言い残して、スーツケースに詰まった現金を手にして、慌ててその場から逃亡してしまう。
2日後、約束した日時にフランクは空港へと向かったが、ブレンダと共に大量の捜査員たちが待ち構えていた。フランクは一計を案じて包囲網から逃げ切る。その後もフランクは精巧な偽造小切手を作り続けるが、印刷に使ったハイデルベルク製の機械がフランスにあることをFBIが突き止める。フランクは、父と母の出会ったモンリシャールの印刷所にいるところをカールに逮捕され、フランスの刑務所に収監されてしまう。
4年後フランクはカールによってアメリカに移送されるが、父親が亡くなっていたことを知らされて取り乱す。飛行機のトイレから脱走したフランクは、再婚した母親の家へと向かい、そこで再び逮捕される。
終盤
フランクは罪状の重さから未成年として扱われず、「禁錮刑12年」を言い渡されて、重罪犯用刑務所の独居房で過ごすことになる。カールは偽造小切手に関する意見を訊くために刑務所のフランクを訪ねる。その場でフランクは小切手偽造の技術や、あらゆる詐欺の能力を見込まれて、FBIの協力局員として採用される。
フランクは刑務所から解放され、刑期を終えるまでの間、自分を逮捕したFBIで働くことになる。一度は逃げ出して、偽造パスポートでフランスに逃亡しようとするが、友情の芽生えたカールに「お前は戻ってくるよ」と言われ、FBIに留まる決心をする。
エピローグ
その後、フランクは結婚して3人の息子を儲けた。『偽造のできない小切手』を考案して、その対価として年間数百万ドルを銀行や企業から受け取っている。国際手配をうけた悪質な偽造犯の逮捕に貢献、のちに『銀行詐欺と偽造摘発の権威』と呼ばれるようになった。

## キャスト
※括弧内は日本語吹き替え

### 主要人物
フランク・W・アバグネイル・Jr
演 - レオナルド・ディカプリオ（猪野学）
本作の主人公で、父親の名前と同じ。17歳の希代の詐欺師。パイロット詐欺の際には、最初に母親が知った時点で、130万ドルを詐取していた。その後、400万ドルまで詐取を続けている。
カール・ハンラティ
演 - トム・ハンクス（江原正士）
FBI捜査官。フランクを執拗に追う。

### FBI捜査官
アール・アムダースキー
演 - ブライアン・ホウ（塩屋浩三）
FBI捜査官。ハンラティの部下。潜入捜査でミスをした罰で、小切手詐欺を捜査する課に異動となっていた。甘いものが好きで、アイスを食べる姿や、ポーラの家を訪ねた時に出されたケーキを早く食べたそうにする姿を見せる。
トム・フォックス
演 - フランク・ジョン・ヒューズ（檀臣幸）
FBI捜査官。ハンラティの部下。以前は、司法省の採用者の監査をしており、現場経験はない。詳細に捜査メモを残している姿を見せる。

### フランクの家族
フランク・ウィリアム・アバグネイル
演 - クリストファー・ウォーケン（土師孝也）
フランクの父。経営者であったが、経営失敗により全てを失う。妻にも浮気をされて離婚することになる。
ポーラ・アバグネイル
演 - ナタリー・バイ（小野洋子）
フランクの母。
ジャック・バーンズ
演 - ジェームズ・ブローリン（谷昌樹）
ポーラの浮気相手で、父の知人。後にポーラの再婚相手で、娘が生まれる。ニュー・ロッシェルのロータリー・クラブの会長。

### 婚約者の家族
ブレンダ・ストロング
演 - エイミー・アダムス（落合るみ）
新人看護婦。病院に来たフランクと偶然に出会い、後に婚約する。
ロジャー・ストロング
演 - マーティン・シーン（岩崎ひろし）
ブレンダの父親。検事。
キャロル・ストロング
演 - ナンシー・レネハン（定岡小百合）
ブレンダの母親。

### その他
ポール・モーガン
演 - スティーヴ・イースティン（茶風林）
パンナムの熟練パイロット。学校新聞の取材と称して、フランクからインタビューを受けて情報収集される。
- ルーシー - エリザベス・バンクス（よのひかり）
- ダーシー - キャンディス・アザラ（英語版）（宮寺智子）
- ジョアンナ - ケイトリン・ダブルデイ（内川藍維）
- ケスナー - アレックス・ハイド＝ホワイト（諸角憲一）
- アシュレイ - ジェニファー・マンレー（片桐真衣）
- 支配人 - スティーヴ・ウィッティング（星野充昭）
- ホテル支配人 - ロバート・ルース（古田信幸）
- 本人役 - キティー・カーライル（野村須磨子）
- 融資担当者 - マシュー・キンブロー（楠見尚己）
- 男性 - ジャック・ナイト（江川大輔）
- エヴァンス校長 - トーマス・コパッチ（英語版）（小形満）
- 生徒 - ジョシュア・コリンズ（小野塚貴志）
- シェリル・アン - ジェニファー・ガーナー（斎藤恵理）モデル。

## スタッフ
- 監督：スティーヴン・スピルバーグ
- 音楽：ジョン・ウィリアムズ

## 挿入曲
- カム・フライ・ウィズ・ミー
- イパネマの娘
- 身も心も
- クリスマス・ソング

## ミュージカル
2009年7月、ワシントン州シアトルの五番街劇場でミュージカル『キャッチ・ミー・イフ・ユー・キャン』のプレミア公演が行なわれた。2011年3月11日よりブロードウェイのニール・サイモン劇場でプレビュー公演が行なわれ、4月10日より正式に公開された。この作品はミュージカル作品賞を含むトニー賞に4部門ノミネートされた。

## 関連事項
- パンアメリカン航空
- トランス・ワールド航空
- 家政夫のミタゾノ - 本作のオープニング映像をオマージュしたOPアニメになっている。
- GREAT PRETENDER - 同上。
- サラ・リー(en:Sara Lee Corporation)